# NGC 5490
NGC 5490 é uma galáxia elíptica (E) localizada na direcção da constelação de Boötes. Possui uma declinação de +17° 32' 44" e uma ascensão recta de 14 horas, 09 minutos e 57,3 segundos.
A galáxia NGC 5490 foi descoberta em 14 de Março de 1784 por William Herschel.